# مخزن سد تویابوگوز
مخزن سد تویابوگوز (به ازبکی: Tuyabuguz Reservoir) یک مخزن سد در ازبکستان است که در ولایت تاشکند واقع شده‌است.